# تريسي بورتر
تريسي بورتر (بالإنجليزية: Tracy Porter)‏ هو لاعب كرة قدم أمريكية أمريكي، ولد في 11 أغسطس 1986 في بورت ألين في الولايات المتحدة.

## وصلات خارجية
- تريسي بورتر على موقع مرجع كرة القدم المحترفة.كوم (الإنجليزية)